# Liz Phair
Elizabeth Clark Phair (New Haven, Connecticut, 17 de abril de 1967) más conocida como Liz Phair, es una cantante y guitarrista estadounidense.

## Carrera
Nacida en New Haven, Connecticut, Phair se crio principalmente en el área de Chicago. Después de graduarse de Oberlin College en 1990, intentó comenzar una carrera musical en San Francisco, California, pero regresó a Chicago, donde comenzó a editar casetes de audio con el nombre de Girly Sound, antes de firmar con el sello discográfico independiente Matador Records. Su álbum debut de 1993, Exile in Guyville, recibió aclamación por parte de la crítica. Ha sido calificado por la revista Rolling Stone como uno de los 500 mejores álbumes de todos los tiempos. El álbum ha sido visto como una respuesta femenina y feminista a Exile on Main St. de los Rolling Stones.
Phair siguió esto con su segundo álbum, Whip-Smart (1994), que le valió una nominación al premio Grammy a la Mejor Interpretación Vocal Femenina de Rock, y Whitechocolatespaceegg (1998). Diez años después del lanzamiento de su debut, el cuarto álbum de Phair, Liz Phair (2003), lanzado en Capitol Records, se movió hacia el pop rock, lo que le valió una audiencia más grande; el sencillo "Why Can't I?" alcanzó el puesto 32 en el Billboard Hot 100. Después del lanzamiento de su quinto álbum, Somebody's Miracle (2005), dejó Capitol y lanzó su sexto álbum Funstyle de forma independiente en 2010. Phair ha vendido casi tres millones de discos en todo el mundo.
En noviembre de 2019 publicó sus memorias tituladas Horror Stories (traducido en español en 2020) de carácter crítico con ella misma y descarnado con la sociedad occidental androcéntrica, desde su perspectiva como mujer y sin rencor. Su objetivo fue descargarse de emociones negativas y ayudar a las mujeres jóvenes desde la sororidad a que reconozcan el machismo y el acoso sexual que ella sufrió de joven sin darse cuenta.
En marzo de 2020 se anunció que sería la telonera de Alanis Morissette en España y que en verano publicaría su séptimo álbum, Soberish. El álbum fue lanzado en 2021.

## Discografía

### Álbumes de estudio
- Exile in Guyville (1993)
- Whip-Smart (1994)
- Whitechocolatespaceegg (1998)
- Liz Phair (2003)
- Somebody's Miracle (2005)
- Funstyle (2010)
- The Girly-Sound (2018)
- The Girly-Sound Tapes (2018)
- Soberish (2021)

### Demos
- Girly Sound: Yo Yo Buddy Yup Yup Word to Ya Muthuh (1991)
- Girly Sound: GIRLSGIRLSGIRLS (1991)
- Girly Sound: Sooty (1991)

### EPs
- Juvenilia (1995)
- Comeandgetit (2003)
- Chicago Apple (Live) (2004)